# SN 2006hl
SN 2006hl – supernowa typu Ia odkryta 18 września 2006 roku w galaktyce A232245+0031. W momencie odkrycia miała maksymalną jasność 21,10m.